# Urotrygon
Urotrygon is een geslacht uit de familie van de Urotrygonidae. Volgens FishBase zijn er 13 soorten.

## Soortenlijst
- Urotrygon aspidura (Jordan & Gilbert, 1882)
- Urotrygon caudispinosus Hildebrand, 1946
- Urotrygon chilensis (Günther, 1872)
- Urotrygon cimar López S. & Bussing, 1998
- Urotrygon microphthalmum Delsman, 1941
- Urotrygon munda Gill, 1863
- Urotrygon nana Miyake & McEachran, 1988
- Urotrygon peruanus Hildebrand, 1946
- Urotrygon reticulata Miyake & McEachran, 1988
- Urotrygon rogersi (Jordan & Starks, 1895)
- Urotrygon serrula Hildebrand, 1946
- Urotrygon simulatrix Miyake & McEachran, 1988
- Urotrygon venezuelae Schultz, 1949